# Salvador Clariana Navarro
Salvador Clariana Navarro (Carlet, la Ribera Alta, 5 de juny de 1876 - Carlet, 1963) fou un farmacèutic valencià.
Va ser inspector farmacèutic municipal de Carlet, on tenia oberta farmàcia al carrer del Forn, i allí fundà també l'empresa farmacèutica Laboratoris Clariana. Casat amb Angelina Pascual Caldés, tingueren quatre fills, el tercer dels quals, Bernardo, fou un poeta notable de la generació del 36 en llengua castellana.
Va ser soci de número de la Sociedad Española de Física y Química des del 1921, i des de l'any següent també de la d'Història Natural. El 1931 va fundar i dirigir el laboratori d'anàlisi i investigació del Col·legi de Farmacèutics de València, el primer d'aquestes característiques que va funcionar a Espanya, on s'impartiren cursets de Microbiologia i Bromatologia, i publicà uns butlletins sobre valoracions de productes químics, medicaments i aliments, amb descripció de procediments d'investigació microbiològica. Arran d'això, el Col·legi instituí el «Premi Clariana» per a fomentar i intensificar els treballs científics dels inspectors farmacèutics municipals, mitjançant concurs entre tots els de l'estat, i el primer a guanyar-lo va ser l'algemesinenc Vicent Segura Ballester, acadèmic de la Nacional de Farmàcia.
El 8 de gener de 1935 ingressà com a acadèmic corresponent en l'Academia Nacional de Farmacia, i el 16 de gener de 1942 com a numerari en la Real Academia de Farmacia. Aquesta va instituir el 1949 un premi que duia el seu nom, per a distingir la labor dels inspectors farmacèutics municipals, en homenatge a l'exemple que significaven les millores sanitàries que havia impulsat a Carlet i els seus estudis sobre les d'altres poblacions valencianes. Entre les seues aportacions destacables hi ha també la invenció del «Multiplex Clariana», aparell gasomètric, lactobutiròmetre i tub d'anàlisis en general, amb el qual es resolien d'una manera ràpida i senzilla uns quants problemes analítics que abans requerien una manipulació complicada, simplificant també els càlculs consegüents.